# Halabja
Halabja (kurd. هه‌ڵه‌بجه‎ Helebce) je grad u Iračkom Kurdistanu i glavni grad provincije Halabje. Nalazi se približno 240 km sjeveroistočno od Bagdada, glavnog grada Iraka, te 14 km od iranske granice.
Grad leži u području često zvanom širom Hawraman regijom koja se prostire uzduž iransko-iračke granice. Halabja je okružena planinskim lancima Hawraman i Shnrwe sa sjeveroistoka, planinskim lancem Balambo s juga i rijekom Sirwan sa zapada. Kurdsko stanovništvo grada većinom govori Sorani dijalektom kurdskog jezika, iako nekolicina stanovnika okolnih naselja govori Hewrami dijalektom.

## Povijest

### Rana povijest
Halabja ima dugu povijest. Na groblju nalaze se grobnice nekih poznatih povijesnih osoba, kao što su Ahmed Mukhtar Jaf, Tayar Bag Jaf i Adila Khanim. U kolovozu 2009. godine u gradskom okrugu Ababile pronađene su tri grobnice iz 17.st., što govori da je grad nešto stariji nego što to navode izvori koji osnivanje grada datiraju za vrijeme Otomanskog carstva, približno 1850. Moderni razvoj grada započinje početkom 20. st. Prvi poštanski ured otvoren je 1924., a prva škola godinu dana kasnije. Qaysari Pasha i Hamid Bag bazari sagrađeni su 1932. Struja nije bila dostupna gradu sve do 1940. godine.
Početkom 20. st. u Halabji su bili stacionirani mnogi britanski vojnici. Tijekom Prvog svjetskog rata Adela Khanum spasila je nekolicinu britanskih vojnika, zbog čega su je britanci imenovali Princezom hrabrih, Khan Bahadurom. Zaslužna je i za izgradnju prvog zatvora, prvog suda i novog bazara.

### Napad na Halabju
Kurdski pešmerga gerilci, potpomognuti Iranom, uspjeli su osloboditi Halabju u završnoj fazi iransko-iračkog rata. Dana 16. ožujka 1988. godine irački zrakoplovi ispustili su spremnike s otrovnim plinom na Halabju. Grad i okolica napadnuti su bombama, vatrenim oružjem i kemijskim oružjem, od čega se posljednje iskazalo najrazornijim. Najmanje 5000 osoba umrlo je od izravnih posljedica kemijskih napada, a procjenjuje se da je dodatnih 7000 ozljeđeno ili pati od dugoročnih posljedica. Većina žrtava napada na grad bili su kurdski civili. Napad na Halabju dogodio se tijekom neslavne kampanje al-Anfal, u kojoj je Saddam Hussein agresivno gušio kurdske pobune tijekom iransko-iračkog rata. Prije kraja rata iračke snage razorile su grad. U ožujku 2010. godine, Irački kriminalni sud proglasio je napad na Halabju genocidom.

### Danas
U 2008. godini najavljen je plan izgradnje međunarodne zračne luke. U lipnju 2013. godine, Kurdistanska regionalna vlada priznala je Halabji status novog guvernerata na teritoriju Kurdistanske regije. Dana 1. siječnja 2014., irački kabinet pristao je da Halabja postane devetnaesta provincija Iraka. Dana 13. ožujka 2014. Halabja je proglašena četvrtom provincijom Kurdistana.